# 沖田総司 (1974年の映画)
『沖田総司』（おきたそうじ）は、1974年（昭和49年）11月2日に公開された日本映画。

## 概要
製作は東宝映画。配給は東宝。カラー。上映時間は92分。当時の新撰組ブームに乗り、本作では新撰組の結成から池田屋事件、鳥羽・伏見の戦いまで、新撰組一の剣客・沖田総司の生き方を描いた。

## スタッフ
- 製作：田中収、馬場和夫
- 監督：出目昌伸
- 企画：井上英之
- 脚本：大野靖子
- 撮影：原一民
- 美術：阿久根巌
- 録音：矢野口文雄
- 照明：石井長四郎
- 編集：黒岩義民
- 助監督：井上英之
- 製作担当者：森知貴秀
- 音楽：真鍋理一郎

## キャスト
- 沖田総司：草刈正雄
- 土方歳三：高橋幸治
- 近藤勇：米倉斉加年
- 山南敬助：河原崎次郎
- 原田左之助：大木正司
- 永倉新八：西田敏行
- 井上源三郎：朝比奈尚行
- 藤堂平助：辻萬長
- おちさ：真野響子
- お梅：右京ちあき
- 明星：池波志乃
- 芹沢鴨：小松方正
- 伊東甲子太郎：浦山桐郎
- 村上俊五郎：荒木一郎
- 清河八郎：神山繁
- 平山五郎：広瀬正一
- 平間重助：堀江信介
- 古高俊太郎：鈴木治夫
- 床伝：殿山泰司
- 公卿：二見忠男
- 医者：大滝秀治
- 書生：頭師孝雄
- おちさの父：池田生二
- おちさの老婆：吉川雅恵
- 八木まさ：黒田郷子
- 八木勇之助：吉田貴宏
- 新選組隊士：伊藤敏孝
- 下ッ引き：市村昌治
- 女中・お松：小鹿ミキ